# Thomas Jastram

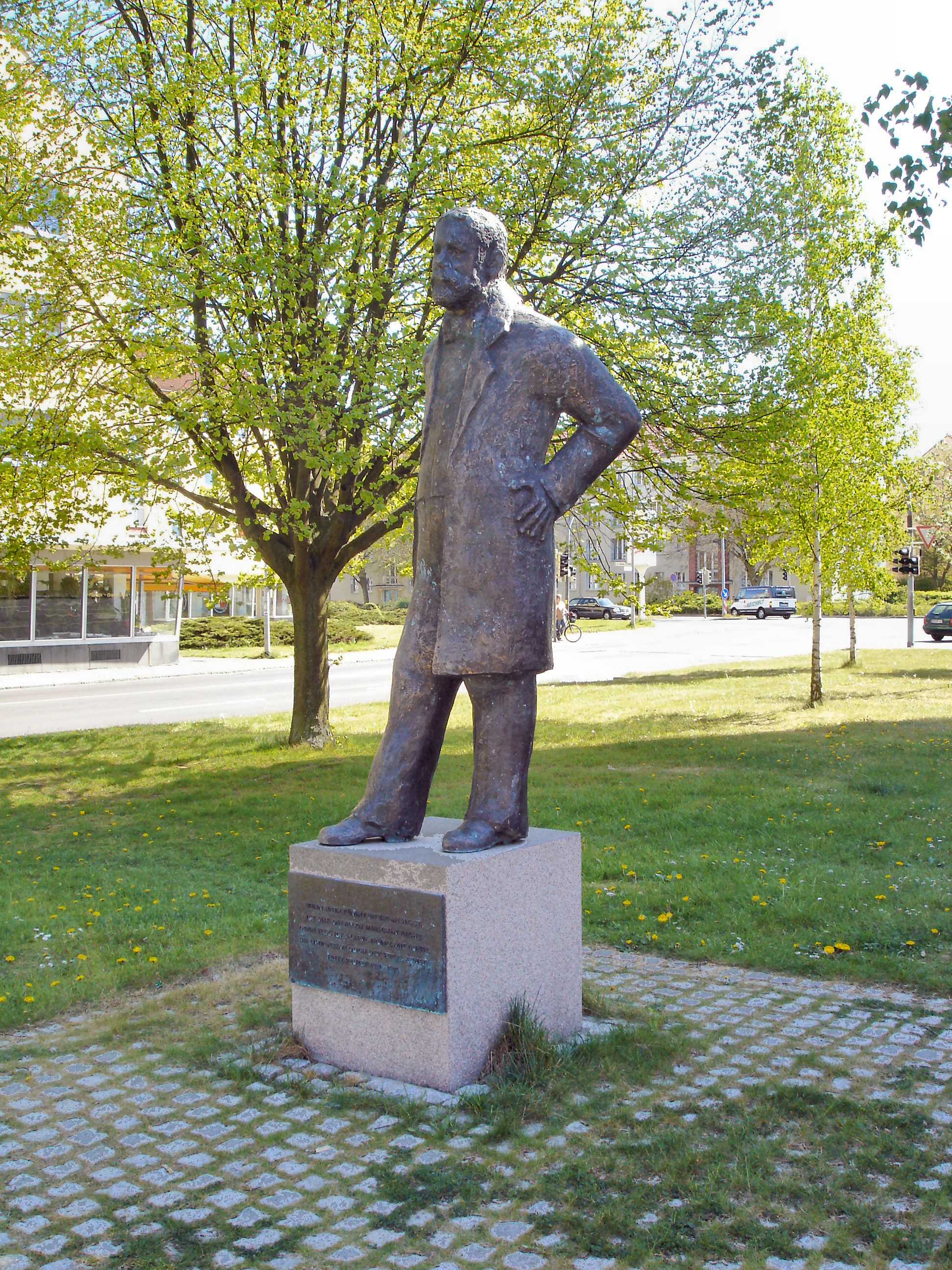
Fritz-Reuter-Denkmal in Reutershagen

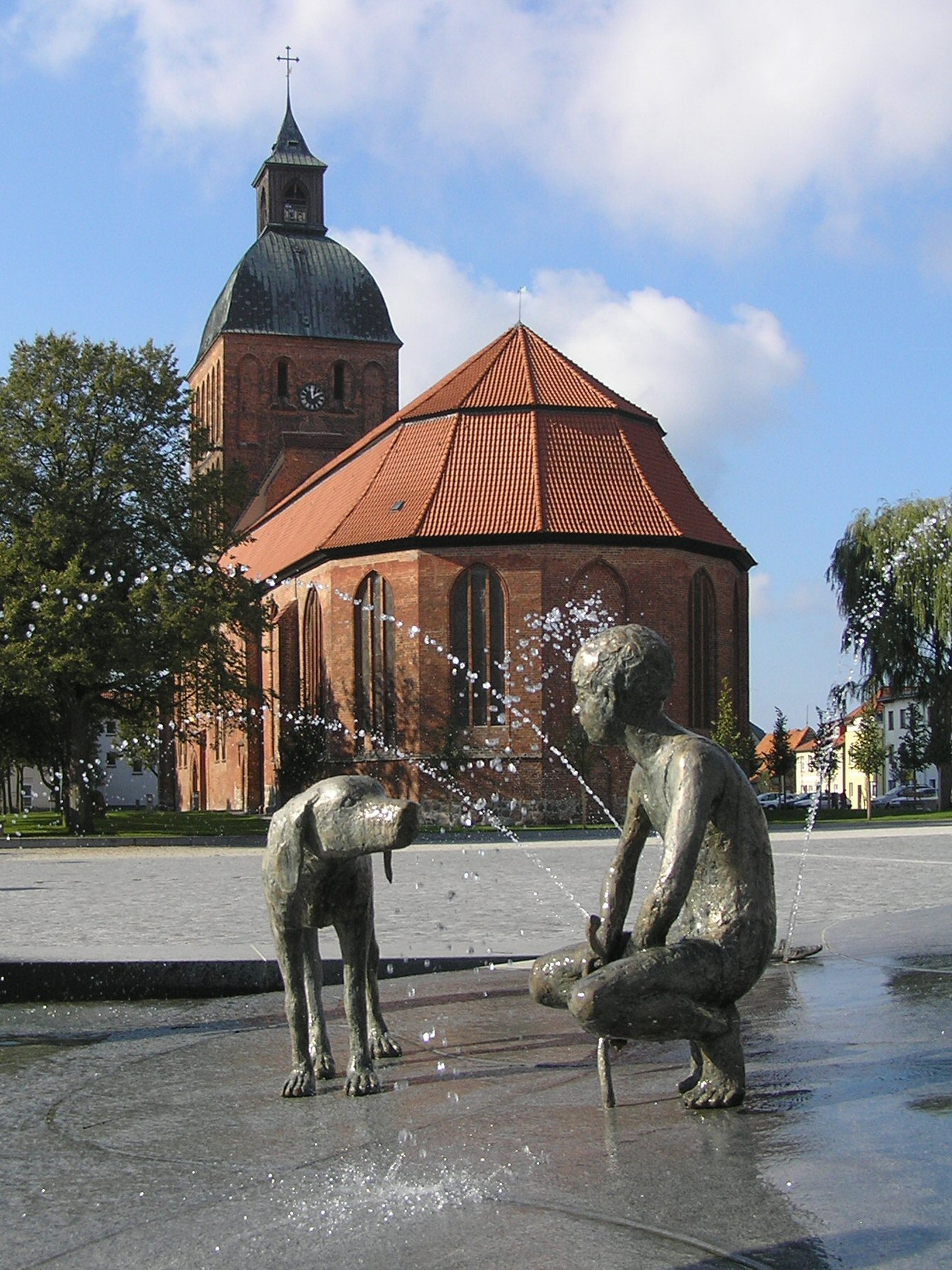
Brunnenanlage in Ribnitz-Damgarten

Thomas Jastram (* 2. Oktober 1959 in Rostock) ist ein deutscher Bildhauer.

## Leben
Thomas Jastram wurde als Sohn des Architekten Dieter Jastram geboren. Nach seiner Schulzeit absolvierte er von 1975 bis 1978 eine Lehre im Atelier seines Onkels Jo Jastram. Nach seinem 1978 abgelegten Abitur folgte ab 1980 ein Studium an der Hochschule für Bildende Künste Dresden, das er 1985 mit einem Diplom bei Helmut Heinze abschloss. 
Er arbeitete danach in Rostock freischaffend als Bildhauer. Jastram war bis 1990 Mitglied des Verbands Bildender Künstler der DDR u. a. 1987/1988 auf der X. Kunstausstellung der DDR in Dresden vertreten.
1992 hatte er einen Lehrauftrag für zeichnerisches und bildhauerisches Naturstudium an der Pädagogischen Hochschule in Freiburg im Breisgau. Von 1992 bis 1993 war Jastram Meisterschüler an der Hochschule für Bildende Künste in Dresden. Seit 1985 lebt und arbeitet Thomas Jastram als freischaffender Künstler in Rostock. Hier hat er mehrere Lehraufträge angenommen, so war er von 1993 bis 1999 Lehrer für plastisches Gestalten und Aktzeichnen an der Kunstschule Rostock, von 1994 bis 1997 Lehrer für künstlerisches Aktstudium an der Design-Factory Hamburg und von 1998 bis 2000 hatte er einen Lehrauftrag für künstlerisches Aktstudium und Kunstgeschichte an der Hamburger Technischen Kunstschule. Seit 2000 war Jastram Leiter der Rostocker Technischen Kunstschule, die 2011 von der DA! Designakademie übernommen wurde. Im selben Jahr zog Thomas Jastram mit seiner Frau Christine nach Hamburg-Eimsbüttel.

## Ehrungen
- 1994 Preis bei einem Portraitwettbewerb an der Akademie der Schönen Künste Paris
- 1994 Erster Preis beim Wettbewerb für die Gestaltung einer Freiplastik am Grenzübergang Pomellen
- 1995 Preisträger beim Wettbewerb für eine plastische Gestaltung in den Außenanlagen der Landesversicherungsanstalt Neubrandenburg
- 2001 Erster Preis beim Wettbewerb für die Gestaltung einer Freiplastik in Löcknitz
- 2002 Erfolgreiche Teilnahme am Wettbewerb IGA 2003 Rostock
- 2002 Erster Preis beim Wettbewerb Fritz-Reuter-Denkmal in Rostock-Reutershagen
- 2007 Rostocker Kunstpreis

## Werke (Auswahl)

### Kunst im öffentlichen Raum
- 1987 „Gewandfigur“, Rostock, Doberaner Straße (Sandstein)
- 1995/1996 Großer Reiter (Bronze)
- 1996 Stehender Hengst (Bronze)
- 1998/1999 Liegender Frauenakt (Bronze)
- 1998 Relief „Unterwegs“ (Sandstein)
- 1998/1999 „Badende“, Kurhausgarten in Warnemünde (Bronze)
- 1999 „Familie“, Südstadtklinikum Rostock (dreiteilige Bronze)
- 2001 Orpheus und Eurydike, Kurhausgarten in Warnemünde (Bronze)
- 2004 Fritz Reuter in Rostock-Reutershagen
- 2007 Bernsteinfischerbrunnen auf dem Markt in Ribnitz-Damgarten
- 2009 „Glockengießer“, Beginenberg Rostock
- 2010 Mahnmal für die Opfer der NS Wehrmachtsjustiz Wehrmachtgefängnis Torgau
- 2012 Grabstelle Bernhard Heisig in Strohdähne
- 2013 Clara, Ostseebad Sellin
- 2013 Martha, Ostseebad Sellin
- 2014 Kaysa, Ostseestrand in Sellin
- 2015 Christophorus 2015, Sellin
- 2017 Die Reiterin, Weilburg an der Lahn
- 2017 Der Gekreuzigte, Rosenhang-Museum Weilburg
- 2018 Feriengäste am Bollwerk, Sellin
- 2020 Walter-Lange-Denkmal in Glashütte
- 2021 „Rosa Luxemburg“, Wooster Teerofen[2]
- 2022 Neptunbrunnen in Warnemünde
- 2022 Fachwerkarbeiter in Melsungen
- 2024 Caspar-David-Friedrich-Denkmal bei Vitt
- 2024 Johann-Gottfried-Schnabel-Denkmal in Sandersdorf
- 2024 Caspar-David-Friedrich-Denkmal in Lauterbach
- 2024 Johann-Gottfried-Schnabel-Denkmal in Stolberg

### Kleinplastiken
- diverse Pferdedarstellungen
- diverse Porträts
- 1997 Lammträger (Bronze)
- 1999 mehrere Arbeiten zum Thema Balance (Bronze)

## Einzelausstellungen (unvollständig)
- 1990: Rostock, Galerie am Boulevard ("Junge Plastiker"; mit Rainer Kessel)
- 2003: Neustrelitz, Plastikgalerie Schlosskirche Neustrelitz (mit Dorothea Maroske)

- 2025: Wustrow, Kunstscheune Barnsdorf (mit Jan Eisenfeld und Ulrich Eisenfeld)